# De Speeldoos (album)
De Speeldoos is een ep van Torre Florim, zanger van De Staat, en Roos Rebergen, zangeres van Roosbeef.
Het mini-album bevat zes nummers. De teksten van deze nummers zijn gebaseerd op gedichten van mensen met een verstandelijke beperking die allen cliënt zijn van zorginstelling Dichterbij.
Het album is door Excelsior Recordings uitgebracht in twee edities: Een reguliere cd verpakt in een digi-pack en daarnaast een cd in een werkende speeldoos, die een van de nummers van het album speelt. Het album werd ook door Dichterbij gebruikt als kerstcadeau.
In april 2013 kwamen Florim en Rebergen met een opvolger, De Tweede Speeldoos.

## Tracklist
| Nr. | Titel                    | Schrijver                  | Duur  |
| --- | ------------------------ | -------------------------- | ----- |
| 1   | Iemand Dood              | Torre Florim/Roos Rebergen | 3:14  |
| 2   | Mag Ik Jou Even Lenen    | Florim/Rebergen            | 3:42  |
| 3   | Stap Voor Stap           | Florim/Rebergen            | 3:17  |
| 4   | Ik En Mijn Vriendin      | Florim/Rebergen            | 2:53  |
| 5   | Oudjaar                  | Florim/Rebergen            | 3:10  |
| 6   | Jezus Is De Zoon Van God | Florim/Rebergen            | 4:01  |
|     |                          | Totale duur                | 20:17 |

## Hitnotering
| "De Speeldoos" in de Nederlandse Album Top 100 - binnen: 19-12-2009 | "De Speeldoos" in de Nederlandse Album Top 100 - binnen: 19-12-2009 | "De Speeldoos" in de Nederlandse Album Top 100 - binnen: 19-12-2009 |
| Week                                                                | 01                                                                  |                                                                     |
| ------------------------------------------------------------------- | ------------------------------------------------------------------- | ------------------------------------------------------------------- |
| Nummer                                                              | 51                                                                  | uit                                                                 |